# Don Carlos de Beistegui
Don Carlos de Beistegui est un film documentaire français réalisé par Patrick Mimouni, produit par Arte et les Films du Labyrinthe en 1989.

## Synopsis
Portrait de Charles de Beistegui, héritier d’une grande famille hispano-mexicaine, amoureux du théâtre, homme de faste et créateur d’un style. À travers son parcours dans les différents lieux qu’il habita et qu’il décora, le film ressuscite le destin d’un homme voué à retrouver la mémoire de ses vies antérieures dans un monde où l’amnésie est devenue la norme.

## Fiche technique
- Genre : documentaire
- Lieux, époque : Paris, Groussay, Venise, années 1920-1960
- Durée : 55 minutes (version courte) et 85 minutes (version longue)
- Format : 16 mm couleur - 1.33
- Scénario et commentaires : Patrick Mimouni
- Image : Florent Montcouquiol
- Son : Rémy Attal, Gérard Rousseau
- Montage : Patrick Mimouni
- Réalisation : Patrick Mimouni
- Production exécutive : Bruno Anthony de Trigance
- Produit par Les films du Labyrinthe et Arte (Thierry Garrel)
- Première diffusion : Arte, 1990

## Avec la participation de
- Juan de Beistegui
- Jean-Louis de Faucigny-Lucinge
- André Ostier
- Constantin Papachristopoulos
- Alexis de Redé
- Françoise Teynac